# Oscar Oldberg
Oscar Oldberg, född 22 januari 1846 i Alfta socken, Gävleborgs län, död 27 februari 1913, var en svenskamerikansk farmaceut. Han var son till Anders Oldberg och far till Arne Oldberg.
Oldberg avlade provisorsexamen 1865 och reste samma år till USA. Han var under sju år anställd som apotekare på ett marinlasarett och var därefter professor i farmaci, först vid National College of Pharmacy i Washington, D.C., sedan 1886 till sin död vid Northwestern University i Chicago. Från 1880 var han medlem av det ständiga utskottet för revidering av USA:s farmakopé. Han utgav ett antal skrifter i farmaceutiska och metrologiska ämnen, bland annat Weights and Measures (1885) och Inorganic Chemistry (1900).